# Сульфид никеля(II)
Сульфид никеля(II) — бинарное неорганическое соединение, соль металла никеля и сероводородной кислоты с формулой NiS, чёрные кристаллы, не растворяется в воде, характеризуется значительной нестехиометричностью, образует несколько полиморфных форм.

## Получение
- В природе встречается минерал миллерит — γ-NiS с примесями.

- Сплавление никеля и серы:

{\displaystyle {\mathsf {Ni+S\ {\xrightarrow {900^{o}C}}\ NiS}}}
- Пропускание сероводорода через раствор соли двухвалентного никеля (β-NiS):

{\displaystyle {\mathsf {NiCl_{2}+H_{2}S\ {\xrightarrow {}}\ NiS\downarrow +2HCl}}}
- Действие растворимых сульфидов на раствор соли двухвалентного никеля (α-NiS):

{\displaystyle {\mathsf {NiCl_{2}+Na_{2}S\ {\xrightarrow {}}\ NiS\downarrow +2NaCl}}}

## Физические свойства
Сульфид никеля(II) нестехиометрическое соединение NiSx, где x=1÷1,04. 
Сульфид никеля(II) образует несколько модификаций:
- α-NiS — чёрный аморфный порошок, растворяется в разбавленной соляной кислоте;
- β-NiS — чёрные кристаллы гексагональной сингонии, пространственная группа P 63/mmc, параметры ячейки a = 0,3428 нм, c = 0,5340 нм, Z = 2, растворяется в горячей разбавленной соляной кислоте.
- γ-NiS — чёрные кристаллы тригональной сингонии, пространственная группа R 3m, параметры ячейки a = 0,9590 нм, c = 0,3145 нм, Z = 9, не растворяется в разбавленной соляной кислоте.

Фазовый переход γ→β происходит при температурах 282-389°С в зависимости от стехиометрического состава.
Не растворяется в воде, р ПР = 21,03.

## Химические свойства
- Растворяется в горячей концентрированной соляной кислоте:

{\displaystyle {\mathsf {NiS+2HCl\ {\xrightarrow {90^{o}C}}\ NiCl_{2}+H_{2}S\uparrow }}}
- Реагирует с окисляющими кислотами:

{\displaystyle {\mathsf {NiS+8HNO_{3}\ {\xrightarrow {}}\ NiSO_{4}+8NO_{2}\uparrow +4H_{2}O}}}
- Медленно реагирует с влагой воздуха:

{\displaystyle {\mathsf {2NiS+2H_{2}O\ {\xrightarrow {\tau }}\ (NiOH)_{2}S+H_{2}S}}}
- При нагревании окисляется кислородом воздуха:

{\displaystyle {\mathsf {2NiS+3O_{2}\ {\xrightarrow {600-800^{o}C}}\ 2NiO+2SO_{2}}}}
- Реагирует в серой при сплавлении:

{\displaystyle {\mathsf {NiS+S\ {\xrightarrow {450^{o}C}}\ Ni(S_{2})}}}
- Восстанавливается монооксидом углерода:

{\displaystyle {\mathsf {2NiS+2CO\ {\xrightarrow {300-400^{o}C}}\ 2Ni+CO_{2}+CS_{2}}}}

## Применение
- Катализатор.